# Ноб Хил
Ноб Хил (на английски: Nob Hill, в превод „Богаташкия хълм“, „Хълма на големците“) е квартал на град Сан Франциско в щата Калифорния.
На юг от квартала се намира Юниън Скуеър, на изток Китайския квартал, на североизток е Норт Бийч и Телеграф Хил.
Ноб Хил е един от най-богатите квартали на Сан Франциско (другият е Пасифик Хайтс). Някои филми в които е сниман Ноб Хил са „Скалата“, „Сватбеният агент“ и други.